# Francesco Antonio Uttini

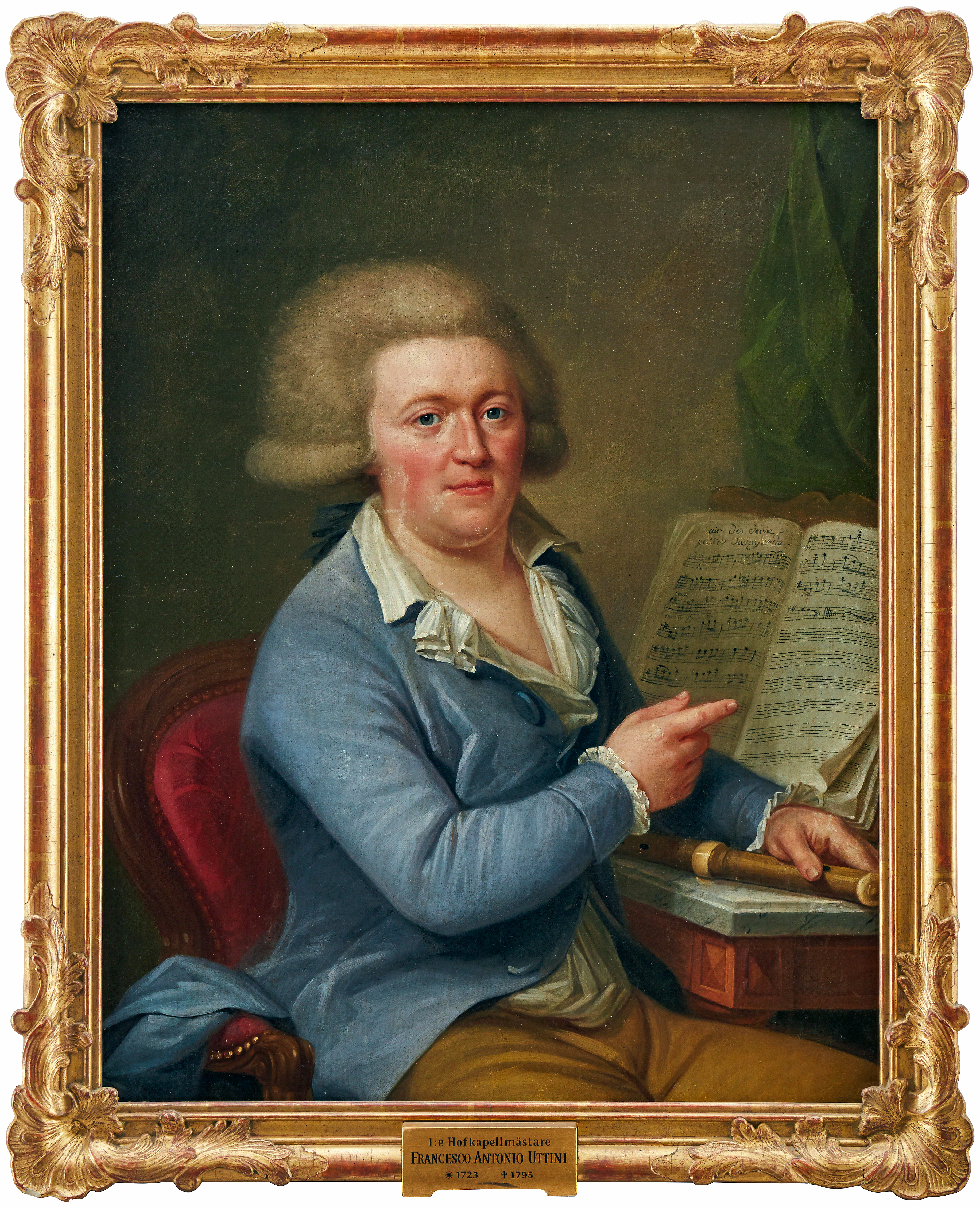
Francesco Antonio Uttini, von Adolf Ulrik Wertmüller.

Francesco Antonio Baldassare Uttini (* 1723 in Bologna; † 25. Oktober 1795 in Stockholm) war ein italienischer Kapellmeister und Komponist.

## Leben
Uttini war Schüler von Padre Martini, Pietro Giuseppe Sandoni und Giacomo Antonio Perti. 1743 wurde er Mitglied der Accademia Filarmonica von Bologna. Als Leiter einer Theatergruppe 1755 kam er nach Stockholm, wo er 1767 Hofkapellmeister wurde bis 1788. Zur Eröffnung der Königlichen Oper 1773 wurde seine Oper Thetis och Pelée („Thetis und Peleus“, Text von Wellander) aufgeführt.
Uttini komponierte italienische, französische und zwei schwedische Opern, die Passionsmusik La passione di Gesù, das Oratorium Giuditta, Schauspielmusiken, Sinfonien und Kammermusik.

## Werke
- Alessandro nelle Indie, 1743
- Astianatte, 1748
- Demofoonte, 1750
- Siroe, 1752
- L’olimpiade, 1753
- Zenobia, 1754
- Armida, 1754
- Il re pastore, 1755
- La Galatea, 1755
- L’isola disabitata, 1755
- L’eroe cinese, 1757
- L’asilio delle scienze, 1757
- Adriano in Siria, 1757
- Il sogno si Scipione, 1764
- Psyché, 1766
- Soliman II, ou Les trois sultanes, 1760–70
- Cythère assiégée, 1760–70
- Le Gui de chène, 1760–70
- L’aveugle de Palmyre, 1760–70
- Thetis och Pelée, 1773
- Aline, drottning uti Golconda, 1776